# Kissélevka
Kissélevka (en rus: Киселевка) és un poble de l'óblast de Saràtov, a Rússia, segons el cens del 2010 tenia 67 habitants. Pertany al districte municipal d'Atkarsk.